# Hispanic
|  | Sammenskrivningsforslag Artiklen Hispanic- og latinoamerikanere er foreslået føjet ind i Hispanic. (Siden oktober 2018) Diskutér forslaget |

Hispanic (spansk: hispano eller hispánico, galicisk: hispánico, asturisk: hispanu, baskisk:  hispaniar, catalansk: hispà, hispàno) refererer bredt til folk, nationer og kulturer, der har en historisk forbindelse til Spanien. 
Det anvendes almindeligvis om de lande som engang blev koloniseret af det Spanske Imperium i Amerika (se Spaniens kolonisering af Amerika) og Asien, især om landene i Latinamerika og Filippinerne. Der kan argumenteres for at udtrykket bør anvendes om alle spansk-talende kulturer eller lande, eftersom ordet historisk set henviser til Den Iberiske Halvø.
Hispanic refererede oprindeligt til folk fra den romerske provins Hispania, som stort set bestod af, hvad der svarer til Den Iberiske Halvø.